# Svetlahorsk rajon
Svetlahorsk rajon (belarusiska: Светлагорскі раён: Svetlahorski rajon) samt Svetlogorsk rajon (ryska: Светлогорский район: Svetlogorskij rajon) är ett distrikt i Belarus. Det ligger i Homels voblast, i den centrala delen av landet, 180 km sydost om huvudstaden Minsk. Administrativ huvudort är staden Svetlahorsk.